# Saeid Ezatolahi
Saeed Ezatolahi Afagh (Perso: سعید عزت‌اللهی آفاق; Bandar-e Anzali, 1 de outubro de 1996) é um futebolista iraniano que atua como meio-campo. Atualmente joga pelo Shabab Al Ahli.

## Carreira
Foi convocado para defender a Seleção Iraniana de Futebol na Copa do Mundo de 2018.